# Cyanophrys bertha
Cyanophrys bertha is een vlinder uit de familie van de Lycaenidae. De wetenschappelijke naam van de soort is voor het eerst geldig gepubliceerd in 1912 door Jones. De soort is alleen bekend van de typelocatie Paraná in Brazilië.